# Aktion Zamość
L'Aktion Zamość, nota anche come Operazione Himmlerstadt, fu un'operazione di pulizia etnica nella regione Zamojszczyzna da parte della Germania nazista durante la seconda guerra mondiale, fu effettuata come parte del più ampio piano di rimozione forzata dell'intera popolazione polacca della Polonia occupata in vista del reinsediamento dell'etnia tedesca Volksdeutsche. L'operazione di espulsioni di massa intorno alla città di Zamość fu effettuata tra il novembre 1942 e il marzo 1943 su ordine diretto di Heinrich Himmler: fu pianificata in anticipo sia da Globocnik, come parte dell'Aktion Reinhard, che da Himmler, come prima fase della pulizia etnica prima della prevista germanizzazione dell'intero territorio del Governatorato Generale.

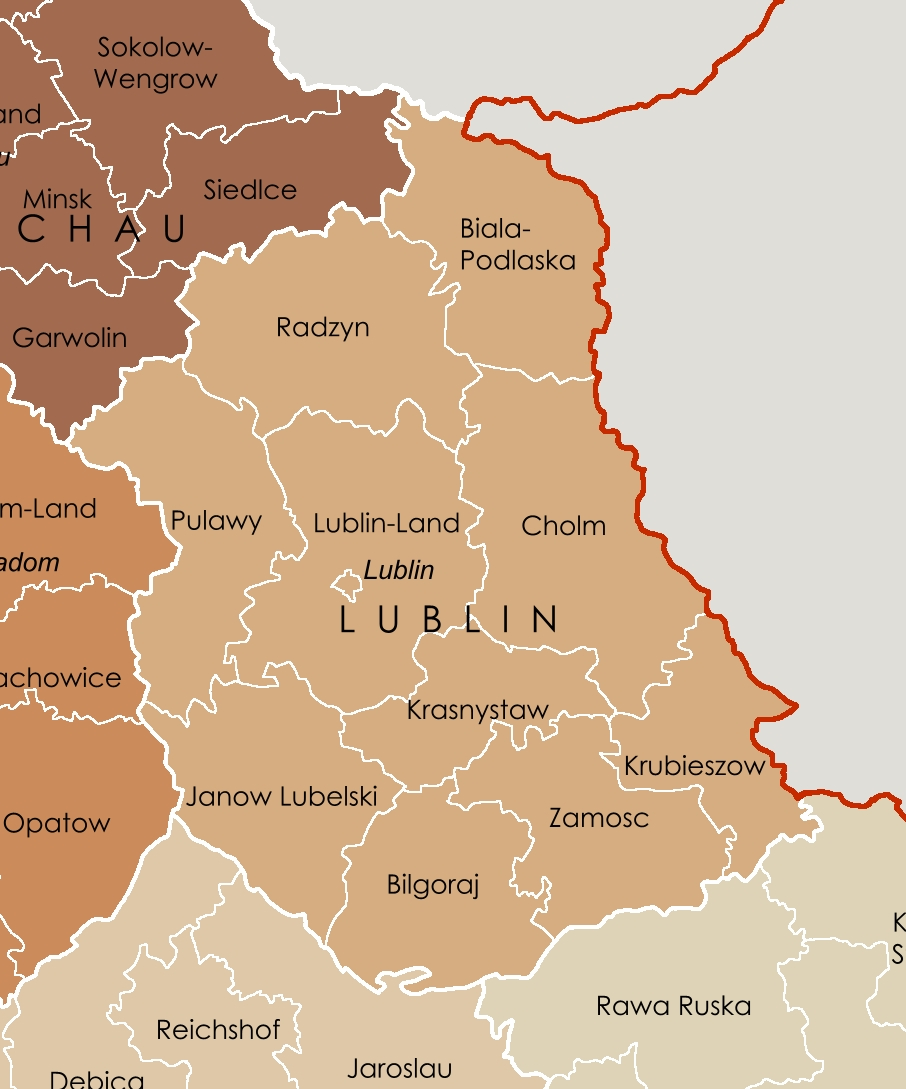
La regione di Zamość, parte del distretto di Lublino (in basso a destra)

Nella storiografia polacca, gli eventi che raggruppano i rastrellamenti nazisti sono spesso indicati come Figli di Zamojszczyzna per sottolineare l'arresto simultaneo di circa 30000 bambini, strappati ai loro genitori e trasportati dalla regione nei campi di concentramento per il lavoro forzato. Secondo le fonti storiche, la polizia e l'esercito tedesco hanno espulso 116000 tra uomini e donne polacchi in pochi mesi durante l'Aktion Zamość.

## Contesto storico

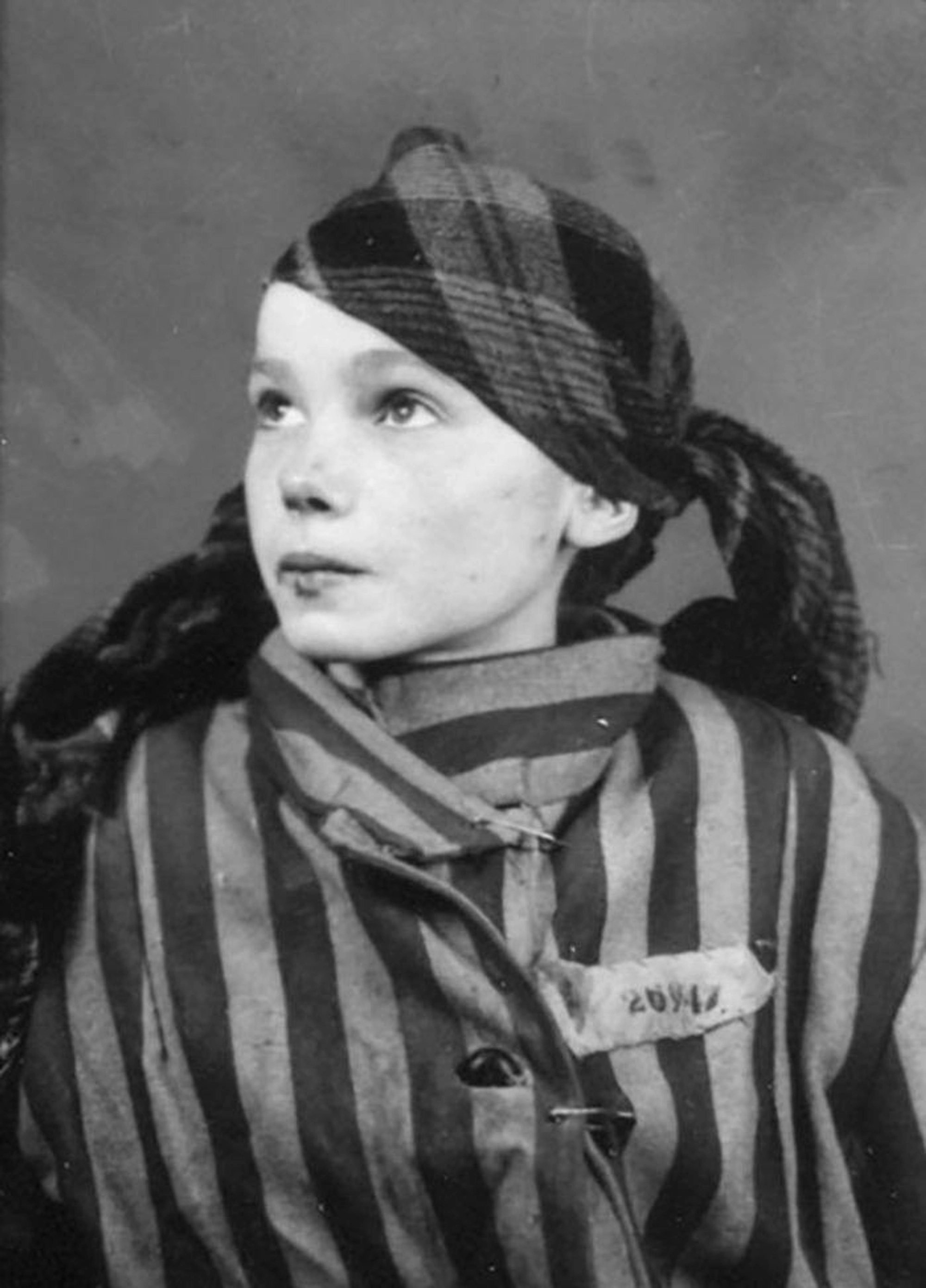
Czesława Kwoka, una delle tante giovani vittime polacche assassinate ad Auschwitz

Il destino dei bambini polacchi nella regione di Zamojszczyzna fu strettamente correlato ai piani tedeschi per l'espansione del loro cosiddetto "spazio vitale ad Est", come parte della più ampia politica nazista detta Generalplan Ost. I piani per "ripulire etnicamente la terra" dei suoi abitanti furono preparati nell'autunno del 1941 a Berlino ed erano strettamente collegati con l'idea del nuovo grande consolidamento della nazionalità tedesca. Le azioni a livello nazionale note come Heim ins Reich furono condotte in tutta l'Europa centrale ed orientale, come ad esempio l'Aktion Saybusch nella Slesia polacca. Il loro scopo principale fu quello di trapiantare i coloni di origine tedesca da Russia, Romania e altri paesi, nella Polonia occupata. All'inizio della guerra, il programma fu realizzato principalmente nelle regioni occidentali della Polonia già controllate dalla Germania nazista, ma dopo l'avvio dell'Operazione Barbarossa fu continuata in tutto il Governatorato Generale.
Al fine di preparare la terra per i nuovi coloni tedeschi, sia l'esercito tedesco che la polizia compreso il Sonderdienst, aiutati dai battaglioni della polizia ausiliaria ucraina, condussero le deportazioni di massa dei nativi polacchi usando i treni dell'Olocausto così come i camion e persino i carri trainati da cavalli. Zamojszczyzna fu riconosciuta come una delle principali aree di insediamento tedesco nel Distrikt Galizien e, secondo l'ordine del Reichsführer-SS Heinrich Himmler, diventò il primo obiettivo di intervento nella regione. Gli ucraini furono trasferiti nei villaggi lungo il perimetro delle colonie tedesche in modo da realizzare una zona cuscinetto che proteggesse i coloni tedeschi dai partigiani polacchi.

## Lo spopolamento forzato della regione di Zamość

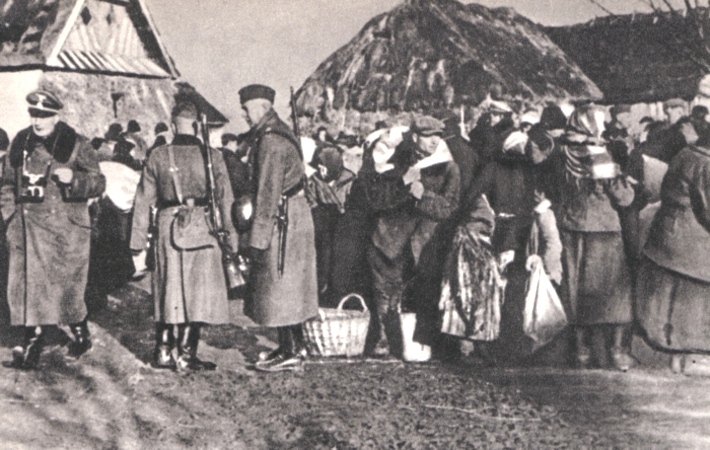
Espulsioni di polacchi dalla regione di Zamość nel dicembre 1942

La Germania attaccò l'Unione Sovietica il 22 giugno 1941 e, nell'atmosfera euforica che circondava le sue vittorie iniziali, l'Aktion Zamosc fu delineata per la prima volta da Himmler insieme al governatore Hans Frank che inizialmente chiese di ritardare il programma fino alla vittoria completa, ma fu invece convinto del contrario. In accordo con il Generalplan Ost, la prima rimozione forzata di 2 000 abitanti dai villaggi selezionati fu condotta tra il 6 e il 25 novembre 1941, mentre il programma di deportazione generale iniziò un anno dopo, nella notte tra il 27 e il 28 novembre 1942 a Skierbieszów e dintorni: in quel periodo l'Aktion Reinhard fu già nel pieno dello svolgimento.
Le espulsioni riguardarono i distretti di Hrubieszów, Tomaszów Lubelski, Zamość e Biłgoraj e furono completate nel marzo 1943. In totale 297 villaggi polacchi furono spopolati. Fu creato un campo di concentramento a Zamość, inizialmente concepito come un campo di transito per i prigionieri di guerra sovietici, poi ricostruito e ampliato con l'aggiunta di 15 nuove baracche per la reclusione delle famiglie radunate. L'SS-Unterscharführer Artur Schütz fu nominato comandante del campo. Da lì, i trasporti di bambini di età non superiore ai 14 anni, i cui nomi furono già germanizzati, vennero spediti altrove. Gli storici stimano che in totale 116 000 persone furono rimosse con la forza da Zamojszczyzna, tra cui 30000 bambini.

## Deportazioni nei campi di concentramento
Il campo di Zamość fungeva da punto di transito per le selezioni e le ulteriori deportazioni. Nel primo mese dell'Aktion Zamość il campo accolse 7 055 abitanti polacchi da 62 villaggi.
Le persone erano divise in quattro categorie principali con le seguenti lettere in codice:
- "WE", ri-germanizzazione;
- "AA", trasporto nel Reich;
- "RD", lavoro agricolo per i coloni;
- "KI", Kindertransport;
- "AG", lavoro nel Governatorato Generale;
- "KL", campo di concentramento.[16]

Coloro che furono espulsi dalla regione Zamojszczyzna per essere sfruttati come lavoratori in Germania furono caricati sui treni in partenza per i campi governati dal quartier generale principale di reinsediamento a Łodź. Le persone dell'ultimo gruppo furono portate nei campi di concentramento nazisti ad Auschwitz e Majdanek.
Il campo di Zamość raccolse 31536 polacchi secondo i registri tedeschi, o 41000 in base alle stime del dopoguerra. Le famiglie polacche espropriate furono inviate anche in altri campi di transito, incluso Zwierzyniec nella contea di Zamość, che raccolse 20000-24000 polacchi, di cui 12000 tra luglio e agosto 1943. I campi di transito esistevano a Budzyń, Frampol, Lublino, Stary Majdan, Contea di Biłgoraj, Tarnogród, Wola Derezieńska, Old Wedan, Biłgoraj e anche a Puszcza Solska. In tutti questi campi furono condotte delle selezioni razziali basate sul rapimento forzato dei bambini dai genitori. Il termine "Figli di Zamojszczyzna" deriva dalla moltitudine dei luoghi.

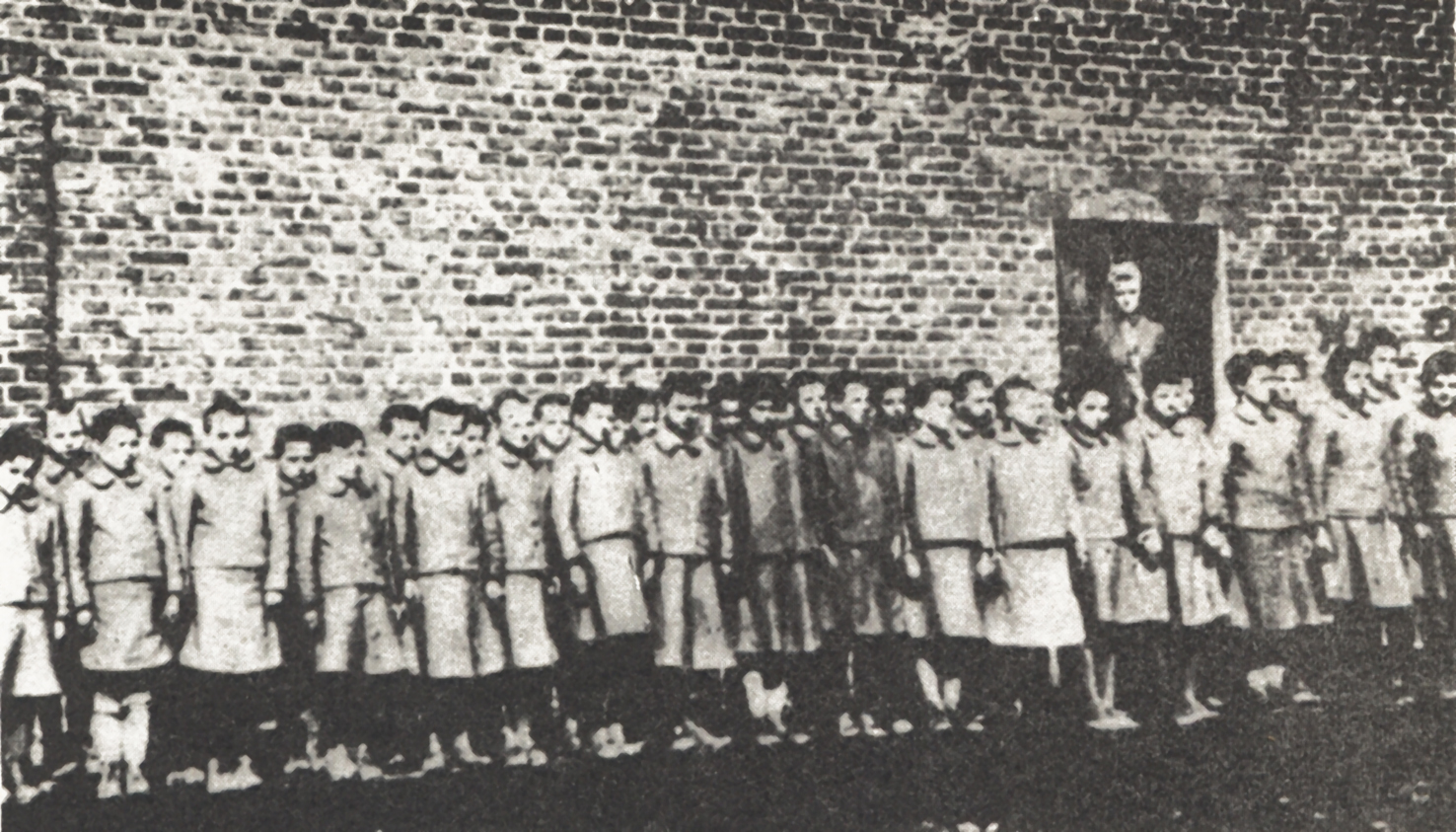
Ragazze polacche nel campo di Dzierżązna vicino a Zgierz. Tra i prigionieri c'erano i bambini reinsediati da Zamojszczyzna (1942-1943)

I bambini hanno sofferto di più in quei campi, la permanenza media è durata diversi mesi: la fame, il freddo e le malattie furono fatali per loro, molto più spesso che per gli adulti. Separati dai genitori, i bambini vennero trasportati nei carri bestiame (da 100 a 150 bambini in ogni carro) verso altre destinazioni. Molti di loro furono portati in un Kinder KZ (campo di concentramento per bambini) gestito fianco a fianco con il ghetto di Łódź. Il Kinder KZ ospitò fino a 13000 bambini.
La notizia dell'enorme dramma dei bambini di Zamojszczyzna si diffuse rapidamente in tutto il paese. I ferrovieri polacchi riferirono degli avvenimenti legati ai trasporti degli abitanti delle città in cui si stavano fermando: ci furono diverse stazioni in cui i residenti rischiarono la loro vita per salvare i bambini, come a Sobolew, Żelechów, Siedlce, Garwolin, Pilawa e Varsavia.
Un'altra azione di espulsione, chiamata Operazione Werwolf, fu condotta durante l'estate del 1944 prima dell'avanzata sovietica. Molti degli abitanti furono costretti ad evacuare dopo essere stati precedentemente trasferiti in queste aree dalla Germania già nel 1939. Intere famiglie finirono nei campi di concentramento di Majdanek (fino a 15000 prigionieri dell'Aktion Zamość) e Auschwitz, prima della deportazione nel Reich. A Majdanek, a causa del grave sovraffollamento, alcuni carichi dei treni furono tenuti per intero nei campi aperti numerati da III a V.

### Approfondimenti
- Zygmunt Klukowski: Zamojszczyzna 1944-1959, Warszawa 2007, ISBN 978-83-88288-93-7.
- Roman Hrabar: Czas niewoli czas śmierci. Interpress, Warszawa 1979, str. 45–70.
- Czesław Madajczyk: Zamojszczyzna – Sonderlaboratorium SS. Warszawa: Ludowa Społdzielnia Wydawnicza, 1977.
- R.L. Koehl, RKFDV: German Resettlement and Population Policy 1939-1945, Cambridge MA, 1957.